# Boykin Spaniel
Le Boykin Spaniel est une race de chien originaire du sud des États-Unis.

## Origine
La version du club de la race dit qu'un M. Alexander L. White a trouvé un petit chien lorsqu'il sortait d'une église Méthodiste à Spartanburg, Caroline du Sud, vers 1900. White en a fait son chien de famille. Trouvant qu'il était bon chasseur, White a engagé un dresseur qui s'appelait Lemuel Whitaker "Whit" Boykin. Désormais, la race prendra son nom.
Le Boykin serait le produit de croisements de plusieurs races: le Chesapeake Bay Retriever, l'English Springer Spaniel, le Cocker américain, et le chien d'eau américain. Il est probable que le chien que White a trouvé était un chien d'eau américain; il est certain que les croisements avec cette race continuent jusqu'aux années 1970. Le registre officiel de la race n'est établi qu'en 1979.
Il ne faut surtout pas confondre le Boykin avec le chien d'eau américain. Le Boykin est un peu plus petit, son poil est moins bouclé, et on lui coupe la queue. Le nouveau standard United Kennel Club de dit rien sur le sous-poil. Au contraire, le standard du Boykin Spaniel club fait mention du sous-poil; celui-ci sera le standard de l'American Kennel Club.  
Le Boykin est un chien de taille moyenne. Il est leveur de gibier et rapporteur. Il est bien adapté aux eaux chaudes du sud-est des États-Unis. Il est bon nageur, docile et actif.
Le Boykin n'est pas reconnu par la Fédération cynologique internationale ni, en France, par la Société centrale canine. Aux États-Unis, l'United Kennel Club reconnait cette race. L'American Kennel Club (AKC) lui donne un registre provisoire comme foundation stock ce qui ne lui permet pas de participer aux concours de conformation. Le projet d'inscription du Boykin avec l'AKC est au centre d'une controverse entre les deux clubs de la race (voir liens externes).

## Voir aussi

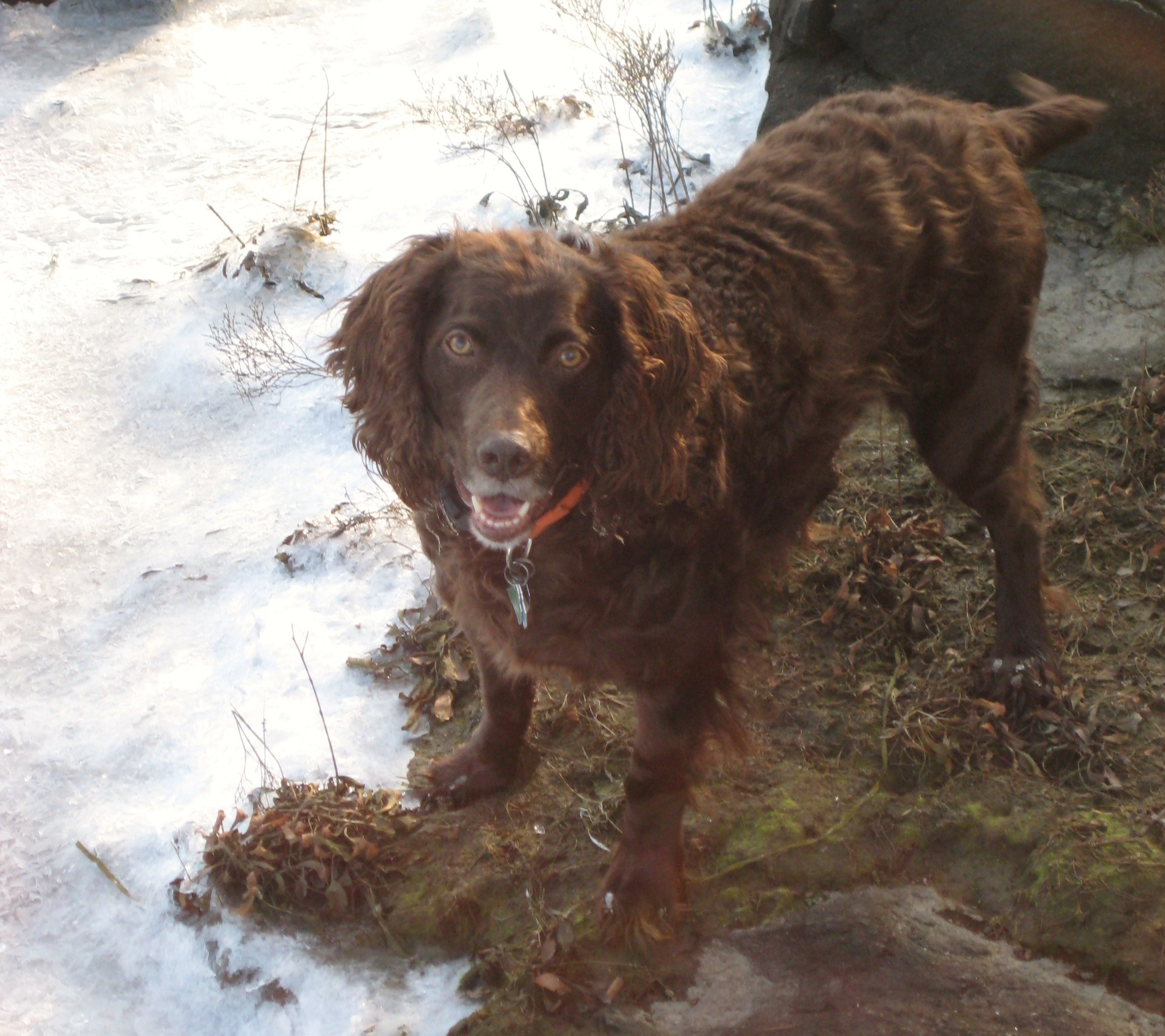
Boykin Spaniel.